# Greg Bell
Greg Bell (Terre Haute, Indiana, 7 de noviembre de 1930-Logansport, Indiana, 25 de enero de 2025) fue un atleta estadounidense, especializado en la prueba de salto de longitud en la que llegó a ser campeón olímpico en 1956.

## Carrera deportiva
En los JJ. OO. de Melbourne 1956 ganó la medalla de oro en el salto de longitud, llegando hasta los 7.83 metros, quedando en el podio por delante de su compatriota John Bennett (plata con 7.68 m) y del finlandés Jorma Valkama (bronce con 7.48 m).